# Ostříž lesní
Ostříž lesní (Falco subbuteo) je malý dravý pták z čeledi sokolovitých. Historický název ostříž obecný.
Za prudkého letu loví kořist ve vzduchu, někdy i na zemi.

## Popis

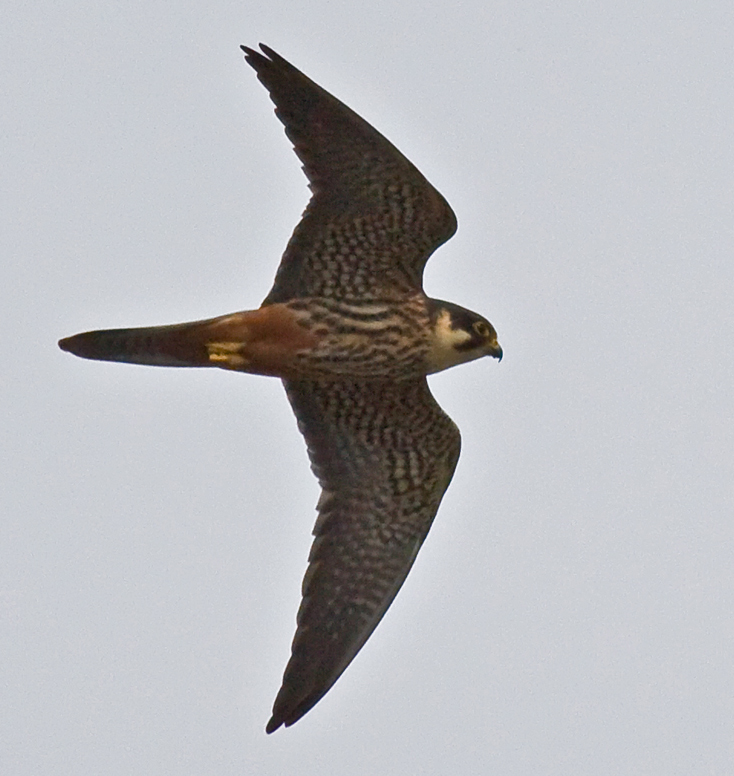
Ostříž lesní v letu

Dorůstá velikosti holuba domácího, je menší než poštolka obecná (30–36 cm), v rozpětí křídel měří 75–85 cm a dosahuje hmotnosti mezi 180 a 300 g. Má dlouhá štíhlá křídla a krátký úzký ocas. Létá rychle, málokdy se třepotá na místě. Je nejrychlejším dravcem ve vodorovném letu (okolo 180 km za hodinu). Zdržuje se jednotlivě.

Vrch těla je tmavý, převážně černošedý, hlava černobílá s výrazným ostře ohraničeným černým vousem. Spodek těla je světlý, hustě černě skvrnitý, kalhotky (odstávající opeření na končetinách) a spodní krovky ocasní jsou zbarveny rezavohnědě. (V letu jej lze odlišit od jiných dravců mj. díky úzkým špičatým křídlům a rezavohnědému zbarvení, viz obr. ostříže v letu). Nohy a oční kroužek jsou zbarveny žlutě, oči černohnědě. Obě pohlaví jsou zbarvena stejně, mladí ptáci jsou celkově hnědší; prachový šat mláďat je bílý.

Ostříži se podobá dřemlík tundrový (Falco columbarius), který se liší kontrastní kresbou hlavy a vyskytuje se v ČR v jiném ročním období (každoročně protahuje i přezimuje).

## Hlas
Ozývá se jasným rychle opakovaným „kikikiki“ (často stoupajícím a klesajícím), podobným jako poštolka obecná, ale delším. Občas jednotlivým „kit“. (Ostříž se vábí hlasitým „huid“ a „tak“ nebo také „fuf“.)

## Rozšíření
Ostříž lesní je přísně tažný, zimuje v tropické Africe.

Hnízdí na většině území Evropy (kromě větší části Velké Británie a Skandinávie) a v Asii. Hnízdí v lesích a loví v krajinách s rozptýleným porostem mladých stromů, na hospodářské půdě, v savanách či tajgách. V Evropě hnízdí okolo 55 000 párů.

## Výskyt v Česku
V České republice hnízdí pravidelně, ale řídce na celém území, a to do nadmořské výšky zhruba 1000 m, přičemž hustěji je osídlen jih a východ republiky. Počet hnízdících párů v ČR se pohybuje okolo 200. (Stanovit přesněji početnost je obtížné, protože ostříži mají rozlehlé domovské okrsky a hnízdní teritoria.)

Podle vyhlášky 395/1992 Sb. ve znění vyhl. 175/2006 Sb. patří ostříž lesní mezi druhy silně ohrožené.

## Hnízdění

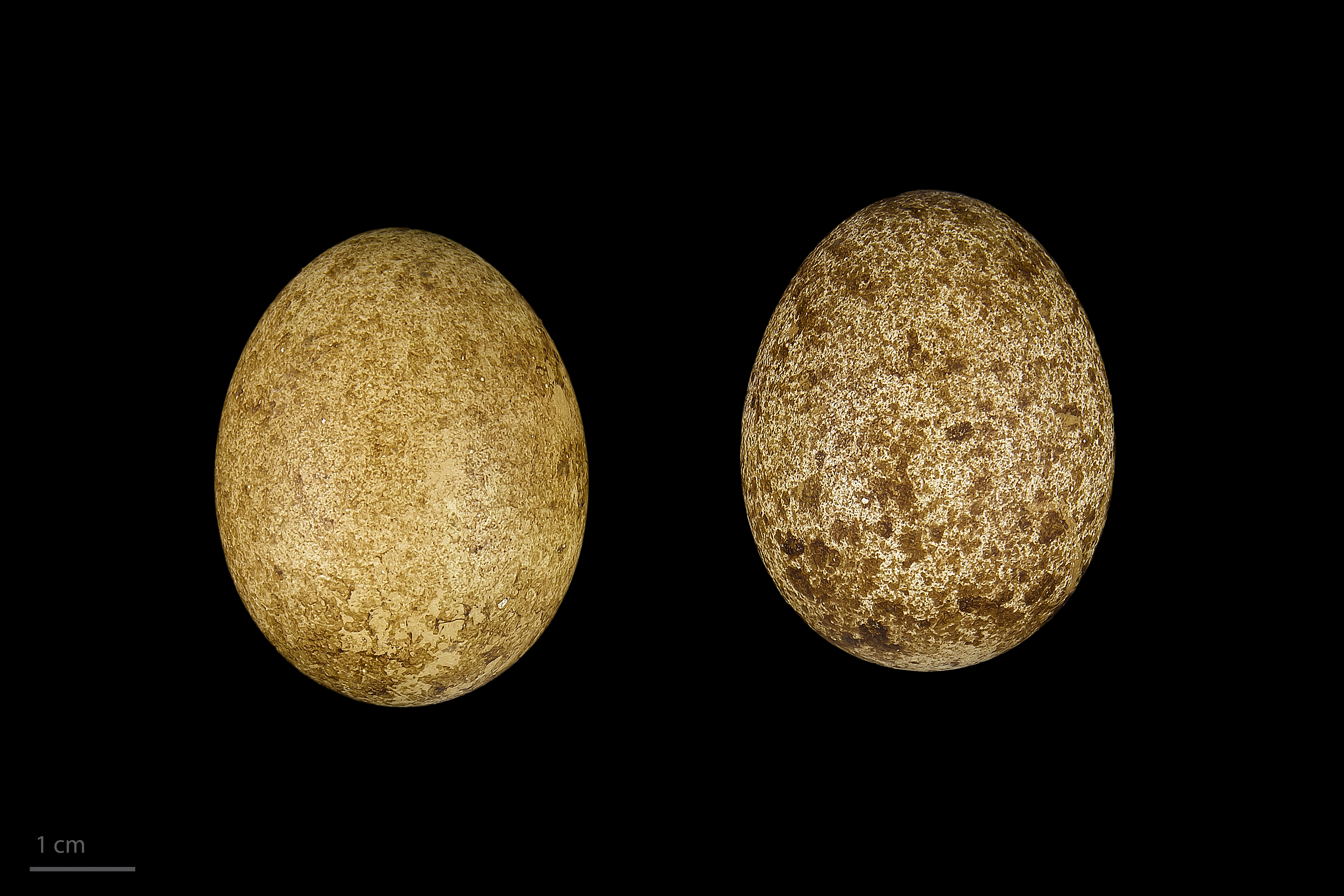
Falco subbuteo

Ostříž nestaví vlastní hnízdo, k hnízdění využívá opuštěná hnízda jiných dravců a hnízda krkavcovitých ptáků vysoko na stromech. Obsazuje je v dubnu až květnu, po návratu ze zimoviště. V květnu až červnu snáší samice 2–4 žlutavá vejce s červenohnědým skvrněním. Hmotnost vajec je 22–26 g, rozměry 36–47 × 30–36 mm. Na vejcích sedí oba rodiče 28–30 dní. O mláďata pečují také oba rodiče, na hnízdě je krmí až 35 dní a poté ještě v okolí hnízda.

Po vylétnutí mladých jsou rodiny nápadnější – mladí ptáci nejsou ještě dlouho samostatní a než zdokonalí letové a lovecké schopnosti, rodiče je učí lovit i tak, že jim v letu vysoko ve vzduchu házejí usmrcené či poraněné ptáky. Nechytí-li mladý ostříž kořist, rodiče ji zachytí a pokus opakují. Rodina se rozpadá v době podzimního tahu. Odlétat do zimovišť začínají ptáci od srpna, nejdéle se v ČR zdržují do konce října.

## Potrava
Ostříž lesní se živí velkým hmyzem (vážkami, motýly aj.) a menšími ptáky. (Díky rychlému obratnému letu je schopen lovit jiřičky, vlaštovky nebo dokonce rorýse, ale přednost dává pomalejším ptákům, kteří mu neuniknou.) Loví v otevřené krajině, často nad rybníky, někdy i v okolí budov. Loví i nad stupněm lesa v horách a za soumraku (např. netopýry).

„Nelétající kořist loví ostříž jen zřídka... Důležitou složkou potravy ostříže je hmyz. Mnohokrát jsem v Krkonoších pozoroval ostříže lovící motýly, kteří migrují i přes hory ve velkých výškách. Samice, která se od hnízda s mláďaty příliš nevzdaluje, loví často motýly přímo nad hnízdištěm. Za letu každému úlovku neobyčejně obratně otrhá zobákem křídla a tělíčko ihned polyká. ... Hlavní složkou potravy mláďat krkonošských ostřížů byla jiřička obecná, která hnízdí hromadně v koloniích na zdech pod střechami četných bud a hotelů.“ 

## České pojmenování
Jméno ostříž je rodu mužského  a je odvozeno od přídavného jména „ostrý“. „Jde tedy o ptáka s ostrým zrakem. Z této jeho vlastnosti těží i přirovnání vidět jako ostříž...“ 

### Video
- LUBAS, Miroslav. Ostříž lesní Falco subbuteo, odchyt na vycpaného výra. 18. 9. 2010. In: Youtube [online]. Publikováno 28. 9. 2010 [cit. 1. 10. 2017]. Dostupné z: https://www.youtube.com/watch?v=1ppa45M58iY
- Ostříž lesní (Falco subbuteo) [lovící vážky], Stihňov, 30. 6. 2016. In: Youtube [online]. Publikováno 19. 1. 2017 [cit. 1. 10. 2017]. Dostupné z: https://www.youtube.com/watch?v=zLcIuvDjVCs
- STUDECKÝ, Jan. Ostříž lesní. The hobby. Sokoleč, srpen 2015. In: Youtube [online]. Publikováno 16. 11. 2015 [cit. 1. 10. 2017]. Dostupné z: https://www.youtube.com/watch?v=S1D0dnjI39Y [Hnízdění ostříže lesního, krmení mláďat, hlasový projev, za letu vs. káně(?)]